# Aeroporto Capitão FAP Renán Elías Olivera
O Aeroporto Capitão FAP Renán Elías Olivera Códigos: IATA:PIO, ICAO: SPSO, localiza-se na cidade de Pisco, no Peru.

## Companhias aéreas e destinos
| Companhias            | Destinos          |
| --------------------- | ----------------- |
| LATAM Perú            | Cusco             |
| Estelar Latinoamérica | Caracas, Santiago |